# Oorlogen van Castro
De Oorlogen van Castro waren twee oorlogen die zich afspeelden in de eerste helft van de 17e eeuw rond de stad Castro in het huidige Latium, Italië. De oorlogen leidden uiteindelijk tot vernietiging van de stad in 1649 en waren het gevolg van een machtsstrijd tussen de Kerkelijke Staat en de hertogen van Parma uit het huis Farnese.

## Eerste oorlog van Castro (1641-1644)

### Oorzaak
Tijdens een bezoek van Odoardo Farnese, hertog van Parma en Castro, aan Rome in 1639 raakte hij in conflict met neven van Urbanus VIII van de familie Barberini. Deze neven overtuigden de paus ervan om graanschepen uit Castro hun waren te lossen in Rome. Hierdoor raakte Odoardo in financiële problemen, onder andere door hulp aan oorlogen tegen Spanje in Noord-Italië, waarop zijn schuldeisers naar de paus stapten.

### Verloop
In 1641 bezetten de troepen van de paus onder leiding van Taddeo Barberini en Luigi Matteo Castro om betaling af te dwingen. Farnese werd door de paus geëxcommuniceerd. Met hulp van Venetië, Modena en zijn schoonvader Cosimo II de' Medici, groothertog van Toscane startte Farnese echter een succesvolle invasie in de Kerkelijke Staat en dreigde Rome te bezetten. De paus vroeg aan hulp aan Spanje, maar ontving weinig troepen vanwege de Dertigjarige Oorlog waar Spanje in verwikkeld was.
Nadat vredesonderhandelingen op niets uitliepen in 1643 werden de pauselijke troepen verslagen in de Slag bij Lagoscuro in 1644. 

### Gevolgen
De paus was gedwongen een vredesverdrag te tekenen en op 31 maart 1644 gebeurde dat in Ferrara. Het verdrag hield onder meer in dat de ban over Farnese werd ingetrokken, dat hij het bezit over Castro weer terugkreeg en dat de graanschepen hun goederen weer mochten verkopen in Rome. Daarnaast moest hij de terugbetalingen aan zijn schuldeisers hervatten.
Het verdrag werd beschouwd als een vernedering voor de Kerkelijke Staat, die niet in staat bleek door gebruik van militaire middelen haar macht te doen gelden.
Paus Urbanus VIII stierf enkele maanden nadat de vrede was gesloten en werd opgevolgd door Innocentius X. Deze startte een onderzoek tegen twee van de neven van Urbanus VIII, Taddeo en kardinaal Antonio Barberini, op verdenking van ongeoorloofde winsten ten gunste van hun familie tijdens de oorlog. Zij vluchtten naar Frankrijk, maar verzoenden zich in 1553 door het huwelijk van Taddeo’s zoon Maffeo met Olimpia Giustiniani, een nicht van de paus.

## Tweede oorlog van Castro (1649)

### Oorzaken
In 1646 was Odoardo Farnese opgevolgd door zijn zoon Ranuccio II Farnese als hertog van Parma en Castro. In 1649 weigerde hij de Romeinse schuldeisers te betalen, wat in strijd was met het verdrag dat vijf jaar eerder gesloten was. Bovendien weigerde hij de nieuwe, door Innocentius X benoemde bisschop Cristoforo Giarda van Castro te erkennen. Toen de bisschop op weg van Rome naar Castro bij Monterosi vermoord werd, beschuldigde de paus de hertog van de moord.

### Gevolg
Als vergelding voor de moord stuurde de paus zijn troepen naar Castro en op 2 september 1649 werd de stad met de grond gelijk gemaakt. Farnese was gedwongen zijn rechten op Castro op te geven. De stad werd nooit meer opgebouwd.